# Mołdawia na Letnich Igrzyskach Olimpijskich 2008
Mołdawię na Letnich Igrzyskach Olimpijskich 2008 reprezentowało 31 sportowców.
Był to czwarty start reprezentacji Mołdawii na letnich igrzyskach olimpijskich. Pierwszy występ na letnich igrzyskach olimpijskich miał miejsce w 1996 roku.

## Zdobyte medale
| Medal | Zawodnik        | Dyscyplina | Konkurencja       |
| ----- | --------------- | ---------- | ----------------- |
| Brąz  | Veaceslav Gojan | Boks       | do 54 kg mężczyzn |

## Wyniki zawodników

### Boks

#### Mężczyźni
| Zawodnik        | Konkurencja     | 1/16 finału                          | 1/8 finału                                   | Ćwierćfinały                      | Półfinały                               | Finał            | Pozycja | Źródło |
| Zawodnik        | Konkurencja     | Przeciwnik Wynik                     | Przeciwnik Wynik                             | Przeciwnik Wynik                  | Przeciwnik Wynik                        | Przeciwnik Wynik | Pozycja | Źródło |
| --------------- | --------------- | ------------------------------------ | -------------------------------------------- | --------------------------------- | --------------------------------------- | ---------------- | ------- | ------ |
| Veaceslav Gojan | Waga kogucia    | Ch. Chacyhaŭ Wygrana - decyzja (1-1) | Gu Y. Wygrana - decyzja (13-6)               | A. Kumar Wygrana - decyzja (10-3) | E. Badar-Uugan Porażka - decyzja (2-15) | NQ               | brąz    | [ 1 ]  |
| Vitalie Grușac  | Waga półśrednia | G. O'Mahony Wygrana - decyzja (7-2)  | Bakyt Särsekbajew Wygrana - TKO w 2. rundzie | NQ                                | NQ                                      | NQ               | 9-16.   | [ 2 ]  |

### Judo

#### Mężczyźni
| Zawodnik    | Konkurencja   | 1/16 finału                    | 1/8 finału       | Ćwierćfinały     | Półfinały        | Repasaże o brązowy medal | Repasaże o brązowy medal | Repasaże o brązowy medal | Repasaże o brązowy medal | Repasaże o brązowy medal | Finał            | Pozycja | Źródło |
| Zawodnik    | Konkurencja   | 1/16 finału                    | 1/8 finału       | Ćwierćfinały     | Półfinały        | Runda 1.                 | Runda 2.                 | Runda 3.                 | Runda 4.                 | O brąz                   | Finał            | Pozycja | Źródło |
| Zawodnik    | Konkurencja   | Przeciwnik Wynik               | Przeciwnik Wynik | Przeciwnik Wynik | Przeciwnik Wynik | Przeciwnik Wynik         | Przeciwnik Wynik         | Przeciwnik Wynik         | Przeciwnik Wynik         | Przeciwnik Wynik         | Przeciwnik Wynik | Pozycja | Źródło |
| ----------- | ------------- | ------------------------------ | ---------------- | ---------------- | ---------------- | ------------------------ | ------------------------ | ------------------------ | ------------------------ | ------------------------ | ---------------- | ------- | ------ |
| Sergiu Toma | Waga do 73 kg | Dawit Kewchiszwili P 0010-0021 | NQ               | NQ               | NQ               | NQ                       | NQ                       | NQ                       | NQ                       | NQ                       | NQ               | 21-32.  | [ 3 ]  |

### Kolarstwo

#### Mężczyźni

##### Konkurencje szosowe
| Zawodnik            | Konkurencja                | Czas    | Pozycja | Źródło |
| ------------------- | -------------------------- | ------- | ------- | ------ |
| Aleksandr Pljuszkin | Wyścig ze startu wspólnego | 6:39:42 | 75.     | [ 4 ]  |

##### Konkurencje torowe
| Zawodnik            | Konkurencja                        | Kwalifikacje       | Kwalifikacje | Eliminacje       | Finał B          | Finał A          | Pozycja | Źródło |
| Zawodnik            | Konkurencja                        | Przeciwnik Czas    | Pozycja      | Przeciwnik Wynik | Przeciwnik Wynik | Przeciwnik Wynik | Pozycja | Źródło |
| ------------------- | ---------------------------------- | ------------------ | ------------ | ---------------- | ---------------- | ---------------- | ------- | ------ |
| Aleksandr Pljuszkin | Wyścig indywidualny na dochodzenie | W. Popkow 4:35.438 | 17.          | NQ               | NQ               | NQ               | 17.     | [ 5 ]  |

### Lekkoatletyka

#### Konkurencje biegowe

##### Kobiety
| Zawodniczka      | Konkurencja                     | Eliminacje | Eliminacje | Półfinały | Półfinały | Finał | Finał   | Źródło |
| Zawodniczka      | Konkurencja                     | Czas       | Pozycja    | Czas      | Pozycja   | Czas  | Pozycja | Źródło |
| ---------------- | ------------------------------- | ---------- | ---------- | --------- | --------- | ----- | ------- | ------ |
| Olga Cristea     | Bieg na 800 m                   | 2:00.59    | 4. (q)     | 2:00.12   | 6.        | NQ    | NQ      | [ 6 ]  |
| Valentina Delion | Maraton                         | —          | —          | —         | —         | DNF   | DNF     | [ 7 ]  |
| Oxana Juravel    | Bieg na 3000 m przez przeszkody | 10:04.38   | 13.        | —         | —         | NQ    | NQ      | [ 8 ]  |

##### Mężczyźni
| Zawodniczka         | Konkurencja                     | Eliminacje | Eliminacje | Finał   | Finał   | Źródło |
| Zawodniczka         | Konkurencja                     | Czas       | Pozycja    | Czas    | Pozycja | Źródło |
| ------------------- | ------------------------------- | ---------- | ---------- | ------- | ------- | ------ |
| Iaroslav Mușinschi  | Maraton                         | —          | —          | 2:21:18 | 41.     | [ 9 ]  |
| Ion Luchianov       | Bieg na 3000 m przez przeszkody | 8:18.97    | 7. (q)     | 8:27.82 | 12.     | [ 10 ] |
| Feodosiy Ciumacenco | Chód na 20 km                   | —          | —          | 1:31:37 | 47.     | [ 11 ] |

#### Konkurencje techniczne

##### Kobiety
| Zawodnik          | Konkurencja | Eliminacje | Eliminacje | Finał | Finał   | Źródło |
| Zawodnik          | Konkurencja | Wynik      | Pozycja    | Wynik | Pozycja | Źródło |
| ----------------- | ----------- | ---------- | ---------- | ----- | ------- | ------ |
| Ina Gliznuța      | Skok wzwyż  | 1,80 m     | 29.        | NQ    | NQ      |        |
| Zalina Marghieva  | Rzut młotem | 64,20 m    | 37.        | NQ    | NQ      | [ 12 ] |
| Marina Nichișenco | Rzut młotem | 62,12 m    | 43.        | NQ    | NQ      | [ 12 ] |

##### Mężczyźni
| Zawodnik          | Konkurencja    | Eliminacje | Eliminacje | Finał | Finał   | Źródło |
| Zawodnik          | Konkurencja    | Wynik      | Pozycja    | Wynik | Pozycja | Źródło |
| ----------------- | -------------- | ---------- | ---------- | ----- | ------- | ------ |
| Vladimir Letnicov | Trójskok       | 16,62 m    | 24.        | NQ    | NQ      | [ 13 ] |
| Ivan Emilianov    | Pchnięcie kulą | 18,64 m    | 34.        | NQ    | NQ      | [ 14 ] |
| Vadim Hranovschi  | Rzut dyskiem   | 56,19 m    | 35.        | NQ    | NQ      | [ 15 ] |
| Roman Rozna       | Rzut młotem    | 71,33 m    | 26.        | NQ    | NQ      | [ 16 ] |

#### Wieloboje

##### Mężczyźni
| Zawodnik         | Konkurencja   |          | 100 m   | Skok w dal | Kula    | Skok wzwyż | 400 m | 110 m ppł. | Dysk | Tyczka | Oszczep | 1500 m | Wynik końcowy    | Źródło |
| ---------------- | ------------- | -------- | ------- | ---------- | ------- | ---------- | ----- | ---------- | ---- | ------ | ------- | ------ | ---------------- | ------ |
| Victor Covalenco | Dziesięciobój | Rezultat | 11.87   | 6,50 m     | 13,44 m | 1,81 m     | DNF   | DNS        | DNS  | DNS    | DNS     | DNS    | Nieklasyfikowany | [ 17 ] |
| Victor Covalenco | Dziesięciobój | Punkty   | 677 pkt | 697 pkt    | 694 pkt | 636 pkt    | 0 pkt | DNS        | DNS  | DNS    | DNS     | DNS    | Nieklasyfikowany | [ 17 ] |

### Pływanie

#### Kobiety
| Zawodniczka         | Konkurencja          | Eliminacje | Eliminacje | Półfinały | Półfinały | Finał | Finał   | Pozycja | Źródło |
| Zawodniczka         | Konkurencja          | Czas       | Pozycja    | Czas      | Pozycja   | Czas  | Pozycja | Pozycja | Źródło |
| ------------------- | -------------------- | ---------- | ---------- | --------- | --------- | ----- | ------- | ------- | ------ |
| Veronica Vdovicenco | 50 m stylem dowolnym | 26.92      | 5.         | NQ        | NQ        | NQ    | NQ      | 50.     | [ 18 ] |

#### Mężczyźni
| Zawodniczka    | Konkurencja              | Eliminacje | Eliminacje | Półfinały | Półfinały | Finał | Finał   | Pozycja | Źródło |
| Zawodniczka    | Konkurencja              | Czas       | Pozycja    | Czas      | Pozycja   | Czas  | Pozycja | Pozycja | Źródło |
| -------------- | ------------------------ | ---------- | ---------- | --------- | --------- | ----- | ------- | ------- | ------ |
| Andrei Zaharov | 200 m stylem dowolnym    | 1:58.62    | 7.         | NQ        | NQ        | NQ    | NQ      | 56.     | [ 19 ] |
| Sergiu Postică | 100 m stylem grzbietowym | 1:03.83    | 2.         | NQ        | NQ        | NQ    | NQ      | 54.     | [ 20 ] |

### Podnoszenie ciężarów

#### Mężczyźni
| Zawodnik          | Konkurencja   | Rwanie | Rwanie  | Podrzut | Podrzut | Suma   | Suma    | Źródło |
| Zawodnik          | Konkurencja   | Wynik  | Pozycja | Wynik   | Pozycja | Wynik  | Pozycja | Źródło |
| ----------------- | ------------- | ------ | ------- | ------- | ------- | ------ | ------- | ------ |
| Igor Grabucea     | Waga do 56 kg | 109 kg | 16.     | 130 kg  | 15.     | 239 kg | 15.     | [ 21 ] |
| Alexandru Dudoglo | Waga do 69 kg | 145 kg | 10.     | 172 kg  | 9.      | 317 kg | 9.      | [ 22 ] |
| Andrei Guțu       | Waga do 77 kg | 145 kg | 17.     | 160 kg  | 20.     | 305 kg | 20.     | [ 23 ] |
| Vadim Vacarciuc   | Waga do 94 kg | 168 kg | 14.     | 205 kg  | 12.     | 373 kg | 12.     | [ 24 ] |
| Eugen Bratan      | Waga do 94 kg | 170 kg | 12.     | 200 kg  | 13.     | 370 kg | 13.     | [ 24 ] |

### Strzelectwo

#### Mężczyźni
| Zawodnik          | Konkurencja                  | Eliminacje | Eliminacje | Finał | Suma    | Pozycja | Źródło |
| Zawodnik          | Konkurencja                  | Wynik      | Pozycja    | Wynik | Suma    | Pozycja | Źródło |
| ----------------- | ---------------------------- | ---------- | ---------- | ----- | ------- | ------- | ------ |
| Ghenadie Lisoconi | Pistolet szybkostrzelny 25 m | 567 pkt    | 12.        | NQ    | 567 pkt | 12.     | [ 25 ] |

### Zapasy

#### Styl wolny

##### Kobiety
| Zawodnik        | Konkurencja   | 1/8 finału                            | Ćwierćfinały                   | Półfinały        | Repasaże o brązowy medal | Repasaże o brązowy medal | Finał            | Pozycja | Źródło |
| Zawodnik        | Konkurencja   | 1/8 finału                            | Ćwierćfinały                   | Półfinały        | Półfinał                 | O brąz                   | Finał            | Pozycja | Źródło |
| Zawodnik        | Konkurencja   | Przeciwnik Wynik                      | Przeciwnik Wynik               | Przeciwnik Wynik | Przeciwnik Wynik         | Przeciwnik Wynik         | Przeciwnik Wynik | Pozycja | Źródło |
| --------------- | ------------- | ------------------------------------- | ------------------------------ | ---------------- | ------------------------ | ------------------------ | ---------------- | ------- | ------ |
| Ludmila Cristea | Waga do 55 kg | Marcia Andrades W 2-1 (0-1, 3-3, 3-3) | Tonya Verbeek P 0-2 (1-3, 0-3) | NQ               | NQ                       | NQ                       | NQ               | 10.     | [ 26 ] |

##### Mężczyźni
| Zawodnik      | Konkurencja   | 1/16 finału                   | 1/8 finału       | Ćwierćfinały     | Półfinały        | Repasaże o brązowy medal | Repasaże o brązowy medal | Finał            | Pozycja | Źródło |
| Zawodnik      | Konkurencja   | 1/16 finału                   | 1/8 finału       | Ćwierćfinały     | Półfinały        | Półfinał                 | O brąz                   | Finał            | Pozycja | Źródło |
| Zawodnik      | Konkurencja   | Przeciwnik Wynik              | Przeciwnik Wynik | Przeciwnik Wynik | Przeciwnik Wynik | Przeciwnik Wynik         | Przeciwnik Wynik         | Przeciwnik Wynik | Pozycja | Źródło |
| ------------- | ------------- | ----------------------------- | ---------------- | ---------------- | ---------------- | ------------------------ | ------------------------ | ---------------- | ------- | ------ |
| Nicolai Ceban | Waga do 96 kg | Gergely Kiss P 0-2 (3-5, 0-5) | NQ               | NQ               | NQ               | NQ                       | NQ                       | NQ               | 12.     | [ 27 ] |